# Bartensleben
Bartensleben is een plaats en voormalige gemeente in de Duitse deelstaat Saksen-Anhalt, en maakt deel uit van de Landkreis Börde.
Bartensleben telt 335 inwoners. De gemeente is bekend van de opslagplaats voor radioactief afval Morsleben.